# Górki (województwo kujawsko-pomorskie)
Górki – wieś w Polsce położona w województwie kujawsko-pomorskim, w powiecie mogileńskim, w gminie Strzelno.

## Podział administracyjny
W latach 1975–1998 miejscowość administracyjnie należała do województwa bydgoskiego.

## Demografia
Według Narodowego Spisu Powszechnego (III 2011 r.) liczyła 215 mieszkańców
Jest, wespół ze wsią Ciechrz (215 mieszkańców), dwunastą co do wielkości miejscowością gminy Strzelno.

## Historia
W 1327 r. wieś należała do kapituły gnieźnieńskiej. W 1464 r. stanowiła własność Piotra Żegockiego h. Jastrzębiec, który posiadał także część Wielkiego Niemojewa (obecnie część Niemojewka). W latach 1534–1539 wieś należała do Jakuba Górskiego. w 1583 r. Górki należały do Żegockich, którzy posiadali tutaj 1 łan osiadły i zagrodnicze; 4 łany były wówczas opuszczone. W 1640 r. Górki stanowiły własność Wojciecha Kołudzkiego h. Pomian dziedzica Piasek. W 1642 r. były w posiadaniu Piotra Pigliwskiego. w 1683 r. należały prawdopodobnie do Stanisława Wysockiego h. Dryja z Budzisławia i jego żony Marianny pochodzącej z Kołudy.

## Zabytki
Według rejestru zabytków NID na listę zabytków wpisany jest zespół dworski z 2. połowy XIX w., nr rej.: 145/A z 15.06.1985:
- dwór, lata 1863-1867
- park
- zabudowania folwarczne, z końca XIX w.

Późnoklasycystyczny dwór zbudowany jest na planie prostokąta, podpiwniczony, parterowy o dwuspadowym dachu z użytkowym poddaszem i mieszkaniami w szczytach. Między elewacjami piętrowa wystawka kryta dwuspadowym dachem, z oculusami w trójkątnych szczytach. W osi wejściowej dworu nieznaczny ryzalit oraz wysokie schody zamknięte murkami. Do zachodniej elewacji dworu dobudowana parterowa oficyna, a do wschodniej taras ze schodami.
Park krajobrazowy z 2. połowy XIX w., ma powierzchnię około 1 ha i mieści się w swoich dawnych granicach. Zachował czytelną kompozycję przestrzenną, posiada czyste alejki i przystrzyżone trawniki, dokonano także nowych nasadzeń. Zachowany jest tu cenny starodrzew w wieku 100-150 lat.
Inne obiekty to:
- murowana oficyna z 1880 r., przebudowana w 1900 r.
- stajnia z wozownią (obecnie magazyn), murowana, z końca XIX w.
- gorzelnia, murowana, z początku XX w.
- trzy czworaki (obecnie domy nr: 3, 5 i 7), murowane, z początku XX w., przebudowane w 1950 r.
- murowane ogrodzenie, z końca XIX w.